# همه اسب‌های زیبا (فیلم)
همه اسب‌های زیبا (به انگلیسی: All the Pretty Horses) فیلمی محصول سال ۲۰۰۰ و به کارگردانی بیلی باب تورنتون است. در این فیلم بازیگرانی همچون مت دیمون، پنلوپه کروز، هنری توماس، لوکاس بلک، روبن بلیدز، جسی پلمونس، رابرت پاتریک، ژولیو اسکار مچوسو، میریام کولون، بروس درن و سام شپارد ایفای نقش کرده‌اند.